# Pocillopora ankeli
Espèce
Statut CITES
Pocillopora ankeli est une espèce de coraux appartenant à la famille des Pocilloporidae.